# インザバックルーム
「インザバックルーム」は、syudouの楽曲。2022年11月9日に各音楽配信サービスにてリリースされた。

## 概要
前作『アンチテーゼ貴様 -改-』から約2か月ぶりのリリースとなった。
本作は、テレビアニメ『チェンソーマン』第5話エンディングテーマとして書き下ろした楽曲。配信開始日にはミュージックビデオが公開された。

## 収録内容
| #  | タイトル               | 作詞・作曲・編曲 | 時間 |
| -- | ---------------------- | ---------------- | ---- |
| 1. | 「インザバックルーム」 | syudou           | 3:26 |